# Buko
Buko là một loại bánh truyền thống của Philippines, được làm từ nguyên liệu chính là quả dừa. Món này được coi là đặc sản của thành phố Los Baños, Laguna, đảo Luzon. Khuôn bánh tròn, đường kính khoảng 20 – 25 cm. Bên ngoài bánh có một lớp bột mỏng, phần nhân bên trong dày hơn chứa cơm dừa non.

## Hình ảnh

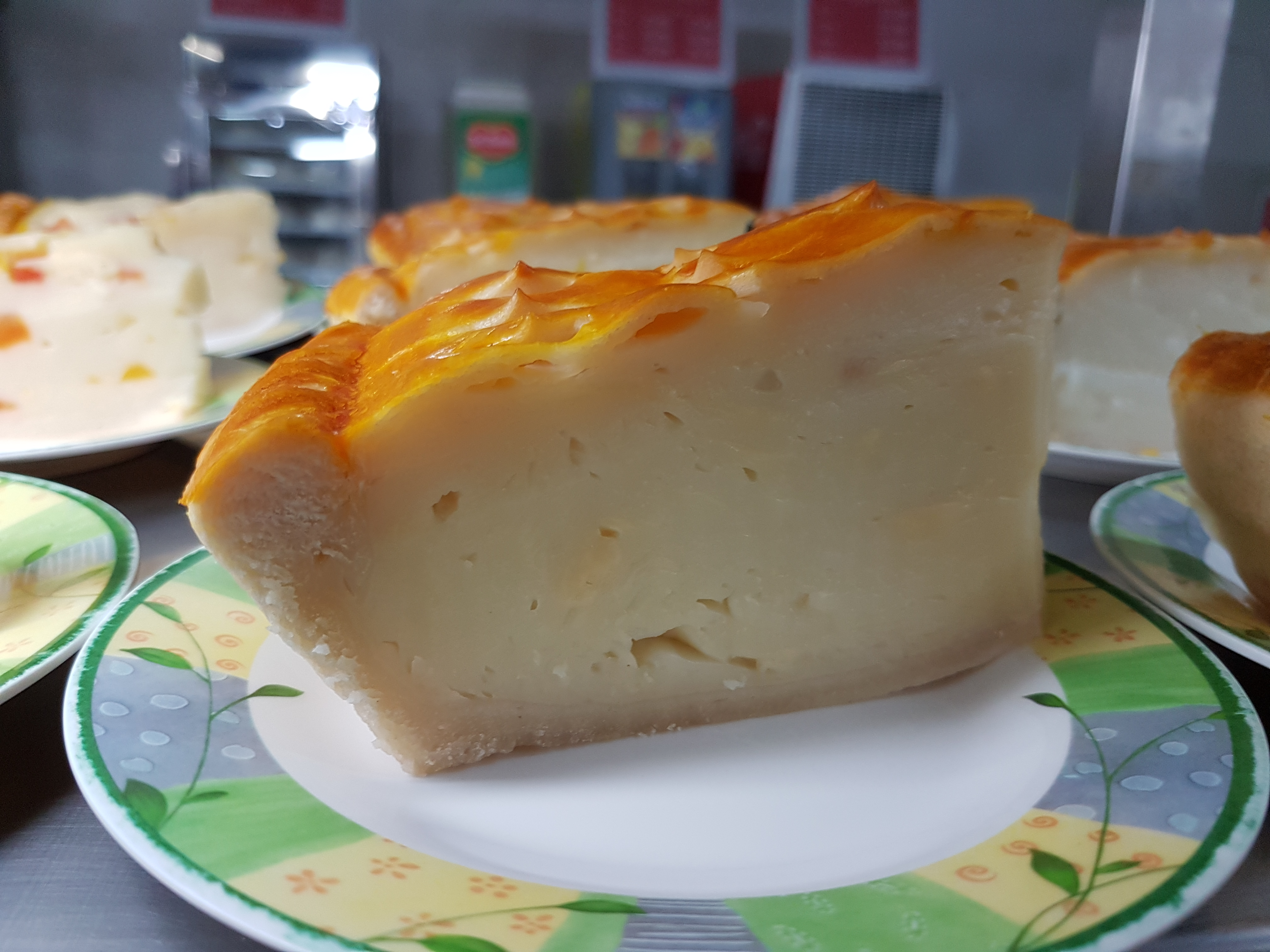
Một lát bánh buko